# Greg Lake
Gregory Stuart Lake (Poole, 10 novembre 1947 – Londra, 7 dicembre 2016) è stato un cantante, bassista, chitarrista e produttore discografico britannico.
Famoso per essere stato membro e cofondatore dei gruppi rock progressivo King Crimson e Emerson, Lake & Palmer, è tra i musicisti più influenti del panorama del progressive degli anni settanta.

## Biografia
Musicista, cantante e compositore di talento, Greg Lake, secondo alcuni avvicinabile a personaggi del livello di Leonard Cohen, Bob Dylan o Paul McCartney, è stato anche abile come produttore, apprezzato come bassista e chitarrista e, soprattutto, per la caratteristica e profonda voce: una delle più note e imitate nella storia della musica rock.
Dopo un paio di singoli psichedelici con gli Shame e i Shy Limbs nel 1967, e dopo avere militato nei Gods con i futuri Uriah Heep, Ken Hensley e Lee Kerslake, avviene l'esordio nel mondo discografico nel 1969 quando Lake entra a far parte dei King Crimson per la realizzazione di In the Court of the Crimson King. Lake suona il basso elettrico, canta e compone, contribuendo non poco alla riuscita di questo disco che è considerato uno dei capostipiti del movimento rock progressivo e sedendosi, sebbene non specificamente accreditato, anche dietro al banco della produzione di quell'album storico.
Lake compie una tournée statunitense con il gruppo di Robert Fripp ed inizia a contribuire al loro secondo album, ma prima che sia terminato, si unisce a Keith Emerson e Carl Palmer e dare vita nel 1970 al supergruppo Emerson, Lake & Palmer. Il loro esordio avviene al Festival dell'Isola di Wight. ELP diventano subito uno dei più popolari e conosciuti supergruppi del rock.
Seguono diversi dischi nei quali Lake si destreggia fra vari strumenti, e compone alcune ballate ricordate tra i classici del rock progressivo. Collabora con l'ex King Crimson Peter Sinfield, con il quale Lake condivide affinità spirituali e artistico/culturali. Fonda e gestisce l'etichetta Manticore per la quale produce, tra gli altri, due band italiane: la Premiata Forneria Marconi (che diviene per semplicità PFM) e il Banco del Mutuo Soccorso (Banco).
Nel 1975 esce il suo primo singolo I Believe in Father Christmas, filosofica riflessione sul Natale scritta a quattro mani con Sinfield che diviene un classico delle canzoni natalizie. Gira un suggestivo video per questa canzone nel deserto del Sinai.
Nel 1980, dopo 40 milioni di dischi venduti, gli Emerson, Lake & Palmer si sciolgono. Lake prosegue la carriera solista pubblicando gli album Greg Lake e Manoeuvres. Contemporaneamente partecipa al tour giapponese degli Asia (gruppo nel quale milita anche Carl Palmer). Scrive canzoni con Bob Dylan, una delle quali trova posto nel primo album da solista. Nel 1986 Lake si riunisce a Emerson, con Cozy Powell che sostituisce Palmer, all'epoca impegnato con gli Asia, nella realizzazione dell'album omonimo.

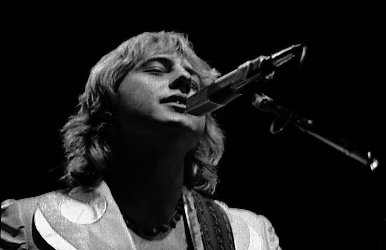
Greg Lake con gli ELP nel 1978

Nel 1990 compone la canzone Daddy in favore del National Center for Missing Exploited Children, mentre cresce il suo impegno in cause umanitarie. Nel 1992 avviene l'atteso ricongiungimento degli Emerson, Lake & Palmer, che nel giro di tre anni realizzano altrettanti album con risultati non esaltanti.
Nel 2001 è in tournée con Ringo Starr, ex Beatles, e nel 2003 partecipa a un concerto al club Ronnie Scott's di Londra, assieme ad altre star della musica, in una iniziativa benefica con la quale vengono raccolte 400 000 sterline a favore della ricerca sul cancro. Nel 2004 collabora con Pete Townshend al singolo dei The Who Real Good Looking Boy. Il 2005 vede il ritorno sulle scene di Lake con una propria band formata da giovanissimi talenti, per una tournée inglese, dalla quale è stato realizzato un doppio DVD. Successivamente ha suonato negli Stati Uniti d'America al Nassau Coliseum come ospite d'onore della Trans Siberian Orchestra.
Nel 2010 dà vita ad un tour mondiale con Keith Emerson, nel quale saranno impegnati a ricordare le proprie carriere. Il 28 novembre inizia presso il Teatro Municipale di Piacenza (evento immortalato successivamente nell'album postumo Live in Piacenza), la tournée Songs of a Lifetime volta a riripercorrere tutta la sua carriera. Il 30 novembre 2012 ha tenuto uno showcase a Zoagli.
Il 9 gennaio 2016 il Conservatorio Nicolini di Piacenza ha conferito a Lake un "Honorary Degree", il primo della storia dei conservatori italiani.
Muore il 7 dicembre 2016, per un cancro. Il 19 giugno 2017 il comune di Zoagli gli ha assegnato la Cittadinanza ad honorem post mortem, facendo inoltre incidere una targa successivamente posta vicino a Castello Canevaro dove il musicista si esibì il 30 novembre 2012.

## Discografia

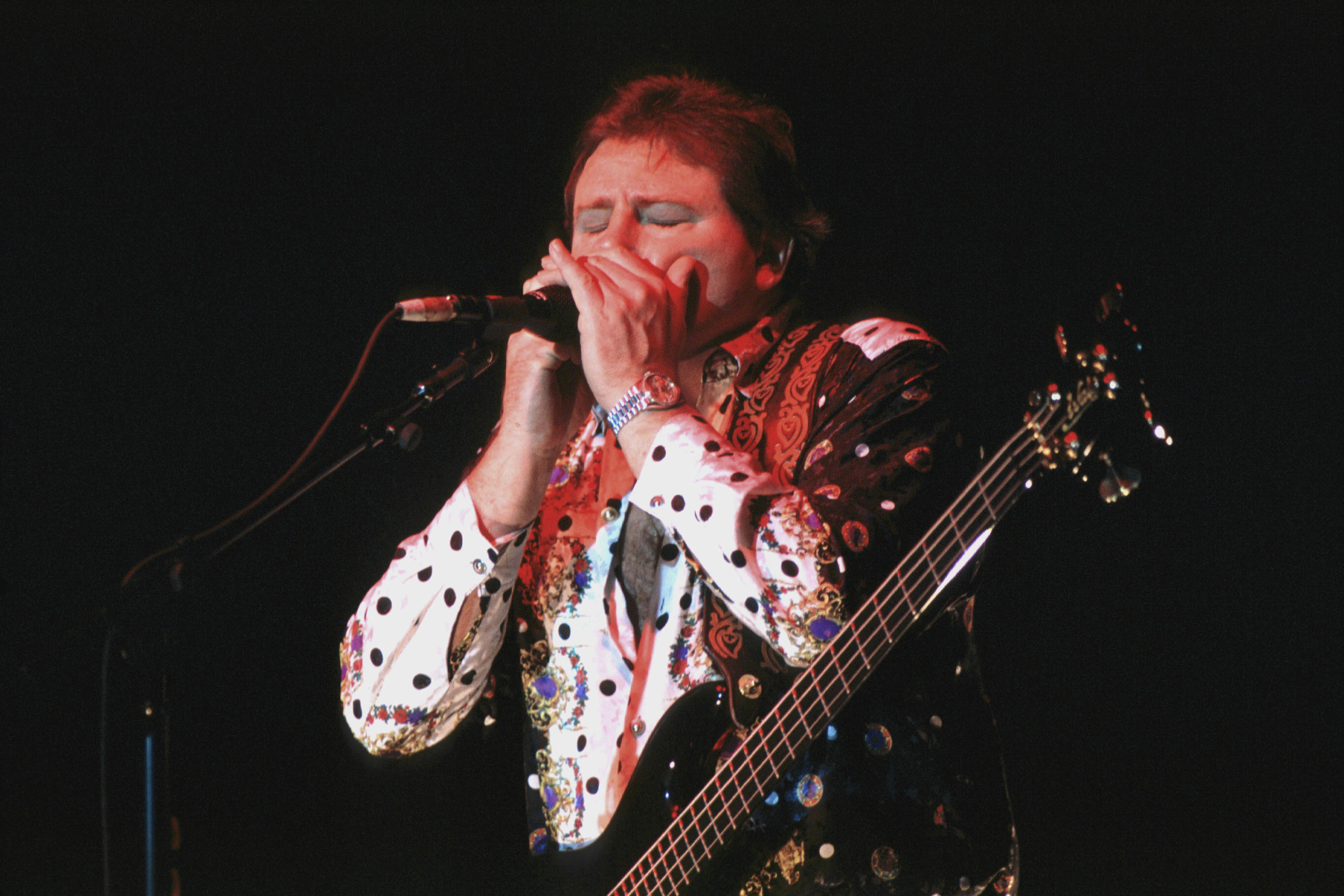
Lake alla reunion degli ELP, nel 1992

### Da solista
Album in studio
- 1981 – Greg Lake
- 1983 – Manoeuvres
- 2015 – Ride the Tiger (con Geoff Downes)

Album dal vivo
- 1995 – King Biscuit Flower Hour Presents Greg Lake in Concert
- 2007 – Greg Lake
- 2013 – Songs of a Lifetime
- 2014 – Live from Manticore Hall (con Keith Emerson)
- 2017 – Live in Piacenza

EP
- 2022 – I Believe in Father Christmas (postumo)

Raccolte
- 1997 – From the Beginning: The Music and Times of Greg Lake
- 2010 – From the Underground: The Official Bootleg
- 2010 – From the Underground Vol. II - Deeper into the Mine: An Official Greg Lake Bootleg

### Con i The Shame
- 1967 – Don't Go Away Little Girl/Dreams Don't Bother Me (singolo)

### Con gli Shy Limbs
- 1968 – Reputation/Love (singolo)

### Con i King Crimson
- 1969 – In the Court of the Crimson King
- 1970 – In the Wake of Poseidon

### Con gli ELP
Emerson, Lake & Palmer
- 1970 – Emerson, Lake & Palmer
- 1971 – Tarkus
- 1972 – Trilogy
- 1973 – Brain Salad Surgery
- 1977 – Works Volume 1
- 1977 – Works Volume 2
- 1978 – Love Beach
- 1992 – Black Moon
- 1994 – In the Hot Seat

Emerson, Lake & Powell
- 1986 – Emerson, Lake & Powell

### Come produttore
- 1972 – Spontaneous Combustion – Spontaneous Combustion (Harvest)
- 1973 – Peter Sinfield – Still (Manticore)
- 1978 – The King's Singers – Strawberry Fields Forever (EMI; singolo)
- 2018 – Annie Barbazza & Max Repetti – Moonchild (Manticore)